# Antonio Quaglietti
Antonio Quaglietti (fl. XX secolo) è stato un calciatore italiano, di ruolo centrocampista.

## Carriera
Dopo aver debuttato con il Parma nel campionato di Prima Divisione 1925-1926, dove disputa 4 partite e segna un gol nella gara di esordio contro il Milan, gioca con gli emiliani i successivi campionati di Prima Divisione Nord ed in seguito debutta in Serie B nella stagione 1929-1930. Nei tre campionati di Serie B disputati colleziona 63 presenze e 6 reti.
In carriera nel corso di sette stagioni consecutive con la maglia del Parma ha collezionato complessivamente 121 partite e 22 reti.